# Список умерших в 671 году

## Ноябрь
- Сехнуссах мак Блатмайк — король Бреги и верховный король Ирландии (665—671).

## Дата смерти неизвестна или требует уточнения
- Адеодат Неаполитанский, епископ Неаполя (653/654—671/672); святой, почитаемый в Римско-католической церкви.
- Аль-Мугира, сподвижник пророка Мухаммеда.
- Вехтари, герцог Фриуля.
- Гарибальд — король лангобардов (671).
- Гримоальд — король лангобардов (662—671) и герцог Беневенто (651—662).
- Усман ибн Абу аль-Ас, сподвижник пророка Мухаммеда, губернатор Бахрейна и Омана (636–650).